# Спешнев, Николай Алексеевич
Никола́й Алексе́евич Спе́шнев (13 августа 1931, Пекин, Китайская Республика — 14 июня 2011, Санкт-Петербург, Россия) — советский китаевед, лингвист и переводчик, специалист по лексикологии, стилистике, фонетике и фонологии китайского языка. Доктор филологических наук, профессор. Почётный профессор СПбГУ, заслуженный работник высшей школы РФ (2005), член Европейской ассоциации китаеведов, международной ассоциации преподавателей китайского языка.
Автор 150 научных работ, в том числе несколько монографий. Разработал несколько курсов: «Фонетика и фонология китайского языка», «Лексикология китайского языка», «Стилистика китайского языка», «Введение в китайскую филологию», «Китайская простонародная литература», «Новая и новейшая китайская литература», «Этнопсихология китайцев», а также подготовлены специальные семинары: «Вводный фонетический курс китайского языка», «Китайская скоропись», «Бытовая эпиграфика», «Теория и практика художественного перевода».

## Биография
Прадед (Спешнев Николай Александрович) был членом кружка петрашевцев. Был арестован и приговорен к смертной казни, которая в последний момент была заменена на каторгу.
Дед, Николай Алексеевич Спешнев (1871-1950?), - подполковник императорской армии, военный востоковед. Получил образование в Михайловском артиллерийском училище, Офицерской артиллерийской школе и на офицерском отделении Восточного института по японско-китайском разряду (вып. 1910 г.). По выпуску из института служил в разведке штаба Приамурского военного округа, пограничным комиссаром Амурской области (1913 г.), командировался в распоряжение русского военного агента в Китае (1917 г.). В 1919 г. мобилизован в армию адмирала Колчака, попал в начале 1920 г. в плен к большевикам и провел два месяца в тюрьме. Мобилизован красными как специалист по японскому языку, вскоре уволился со службы и воссоединился с семьей во Владивостоке. В 1921 году вся семья перебралась в Харбин, откуда вскоре Спешневы переехали в Пекин (1923 г.), где проживали по 1947 год. В Пекине в 1931 году родился Николай.
В детстве обучался в английской средней школе при Кембридже «Сакре Кер», позже закончил восемь классов китайской школы. Билингва. После возвращения в 1947 году в СССР семья жила в Оренбургской области в городе Новотроицке. Дед был репрессирован как японский шпион (в Китае он какое-то время работал на японской радиостанции). В Ленинград семья смогла перебраться только благодаря родственникам: тетка была известным советским оптиком[уточнить], и о его переходе хлопотал лично академик Сергей Вавилов.
Поступил на отделение китайской филологии Восточного факультета ЛГУ. Ещё студентом вел занятия по разговорному языку. С 1957 года — ассистент, в 1968 году защитил кандидатскую диссертацию, 1974 года — доцент. В 1987 году защитил докторскую диссертацию, с 1989 года — профессор кафедры китайской филологии. Дипломная работа Н. А. Спешнева «Акустическая природа словесного ударения в китайском языке» получила первую всесоюзную премию на конкурсе студенческих исследований. Серия работ с использованием экспериментальных методов исследования позволила её автору сделать ряд открытий в области фонетики китайского языка, касающихся природы словесного ударения, качества гласных, ритмической основы языка. Н. А. Спешнев разработал уникальную методику преподавания фонетики и разговорного китайского языка, возглавляя в конце 1950-х — начале 1960-х годов Методическую комиссию восточного факультета. Подбор диалогов, методика освоения лексики и базовых разговорных навыков, представленные в пособии, оказались настолько верными и востребованными, что до сих пор вряд ли можно назвать более удачный и продуманный учебник по разговорному языку для начального этапа. Методика, разработанная Н. А. Спешневым, с успехом применяется и в ряде европейских стран (Германия, Чехия, Норвегия, Италия).
В 1972—1974 гг. он находился на дипломатической службе в Пекине в качестве эксперта-переводчика советской правительственной делегации на переговорах по пограничному урегулированию. Н. А. Спешнев неоднократно участвовал во встречах в верхах в качестве эксперта. В 1992—1994 гг. он читал на Тайване лекции по сравнительному литературоведению, истории русской литературы и истории русского искусства, знакомя китайцев с русской духовной культурой.
Был переводчиком у Хрущева, Брежнева, Горбачёва.
Н. А. Спешнев — знаток китайского письменного и разговорного языка, культуры и литературы Китая, один из наиболее опытных преподавателей-китаеведов. Был членом исполкома Всемирной ассоциации преподавателей китайского языка, заместителем председателя Методического совета по китайскому языку Госкомитета СССР по народному образованию, член Европейской ассоциации китаеведов, член правления Всероссийской ассоциации китаеведов.

Могила Н.А. Спешнева на Никольском кладбище Александро-Невской лавры в Санкт-Петербурге

## Основные публикации
- Акустическая природа словесного ударения в современном китайском языке // Учёные записки Ленингр. ун-та. № 236 (то же на китайск. яз. — Чжунго юйвэнь (Китайский язык). 1959. № 9).
- Zero in phonological description Chinese and Burmese // Word[англ.]. 1970, Vol. 26. № 6. P. 362—372. (совместно с В. Б. Касевичем)
- О зависимости финалей китайского языка от тона // Исследования по китайскому языку. — М., 1973.
- Фонетика китайского языка. — Л.: ЛГУ, 1980. — 141 с.
- Китайская простонародная литература: Песенно-повествовательные жанры / Отв. ред. Б. Л. Рифтин. — М.: Наука; ГРВЛ, 1986. — 320 с. — («Исследования по фольклору и мифологи Востока»).
- О некоторых тенденциях в современной китайской драме // Востоковедение [: межвузовский сборник статей]  —  Л.: ЛГУ, 1991. — [Вып.] 17 / Отв. ред. А. А. Долинина, Е. А. Серебряков.  — С.127-135.
- Жизнь русской эмиграции в Пекине: 20-40-е гг. XX в. // Восток-Россия-Запад: Исторические и культурологические исследования. К 70-летию академика В. С. Мясникова. — М.: Памятники исторической мысли. — 2001. — 780 с. — С.157-172. — ISBN 5884511051
- Введение в китайский язык. Фонетика и разговорный язык. СПб.: Каро, 2003. — 252 с. — ISBN 9785992500288; ISBN 5898152393; ISBN 9785992510751
- Пекин — страна моего детства. Китайская рапсодия. Записки синхронного переводчика. — СПб..: Бельведер, 2004. — 315, [1] с., [32] л. ил. — ISBN 5-9259-0045-6
- Китайская филология: Избранные статьи. СПб.., 2006.
- Дискуссия об этнопсихологии китайцев // Восток - Запад: историко-литературный альманах 2005-2006 / Ред. В.С. Мясников. — М.: Восточная литература, 2006. — 279 с. — С.231-269. — ISBN 5020185337
  - Ли Цзунъу. Наука о бесстыдстве и коварстве [: приложение к статье] / Пер. с кит. Н. А. Спешнева // Там же.
- Песенно-повествовательное искусство // Духовная культура Китая: Энциклопедия. М., 2008. — Т. 3: Литература. Язык и письменность. — 855 с. — С.110-119.
- «Идеальный герой» и этнопсихология китайцев // Раздвигая горизонты науки. К 90-летию академика С. Л. Тихвинского. М., 2008.
- Китайцы. Особенности национальной психологии. Спб: Каро, 2011.

## Переводы с китайского, выполненные Н.А . Спешневым
Ван Пэйгун. Мы / Перевод Н. Спешнева // Современная китайская драма: сборник. Пер. с кит.; Составл. и послесл. В. Аджимамудовой  Н. Спешнева.– М.: Радуга, 1990. – С. 367–425.
Гуань Ханьцин. Тронувшая небеса и землю горькая обида Доу Э / Пер. Н. Спешнева // Юаньская драма. — Л.; М., 1966. — С. 27–67.
Дай Лай. Прошу улыбочку! (Перевод Н.А. Спешнева) // Современная китайская проза. Багровое облако: антология составлена Союзом китайских писателей. М.-СПб, 2007. – С. 447–465.
Лао Шэ. Сказители. — М., 1986 (перевод).
Ли Ваньфэн, Лань Инхай. Утренние прогулки / Перевод Н. Спешнева // Современная китайская драма: сборник. Пер. с кит.; Составл. и послесл. В. Аджимамудовой  Н. Спешнева.– М.: Радуга, 1990. – С. 277–365.
Линь Юйтан. Китайцы: моя страна и мой народ / пер. с китайского и предисл. Н.А. Спешнева. – М.: Восточная литература РАН, 2010. – 335 с.
Лю Шуган. Визит мертвого к живым / Перевод Н. Спешнева // Современная китайская драма: сборник. Пер. с кит.; Составл. и послесл. В. Аджимамудовой  Н. Спешнева.– М.: Радуга, 1990. – С. 175–275.
Пу И. Первая половина моей жизни: Воспоминания Пу И — последнего императора Китая / Пер.с кит. И. Л. Макаровой, Н. А. Спешнева, Цзян Ши-Луня. Вступ. стат. С. Л. Тихвинского. — М.: Прогресс, 1968.
- Пу И. Последний император. — Тверь: Триада, 1999. — 480 с. — (Кунфу мастеров) — ISBN 5901178017
- Пу И. Последний император. — М.: Вагриус, 2006. — (Мой XX век). — ISBN 5969702447

Су Тун. Два повара. / Перевод Н.А. Спешнева // Месяц туманов. Антология современной китайской прозы. СПб., 2007. С.352–361.
Те Нин. Всегда—это сколько? / Перевод Н.А. Спешнева // Месяц туманов. Антология современной китайской прозы. СПб., 2007. С. 8–55.
Ужээрту. Янтарный костер (Перевод Н.А. Спешнева) // Современная китайская проза. Багровое облако: антология составлена Союзом китайских писателей. М.-СПб, 2007. – С. 381–397.
Фэн Цзицай. Полет души / Пер. с кит. яз. Н.А. Спешнева. – СПб.: Гиперион, 2014. – 192 с.
Фэн Цзицай. Сестрица Юй и её замухрыжка-муж (Перевод Н.А. Спешнева) // Современная китайская проза. Жизнь как натянутая стрела: антология составлена Союзом китайских писателей. М.-СПб, 2007. – С. 347–373.
Фэн Цзицай. Чудаки. — СПб.: Каро, 2003. — ISBN 5898157549  (перевод).
Чэнь Инсун. Монстр (пер. Н.А. Спешнева) // Сорок третья страница. Китайская проза XXI века: Пер. с кит. яз./ Сост.: А.А. Родионов, Н.А. Спешнев. – СПб.: КАРО, 2011. – С. 56–107.